# 長島香取神社
長島香取神社（ながしまかとりじんじゃ）は、東京都江戸川区東葛西にある神社。正式名は単なる香取神社だが、他との区別のため旧地名を冠してこう称される。

## 概要
東京メトロ東西線葛西駅から北東、旧江戸川の中洲である妙見島の西方近隣に鎮座している。
長島村の総鎮守であり、かつては茂呂神社（もろじんじゃ）と呼ばれたが、別当寺であった自性院が文久年間に火災に遭い、古記録を消失したので詳細は不明。

## 境内
- 社務所
- 長島の富士塚 - 江戸川区登録有形民俗文化財。

境内社
- 諏訪神社
- 八雲神社

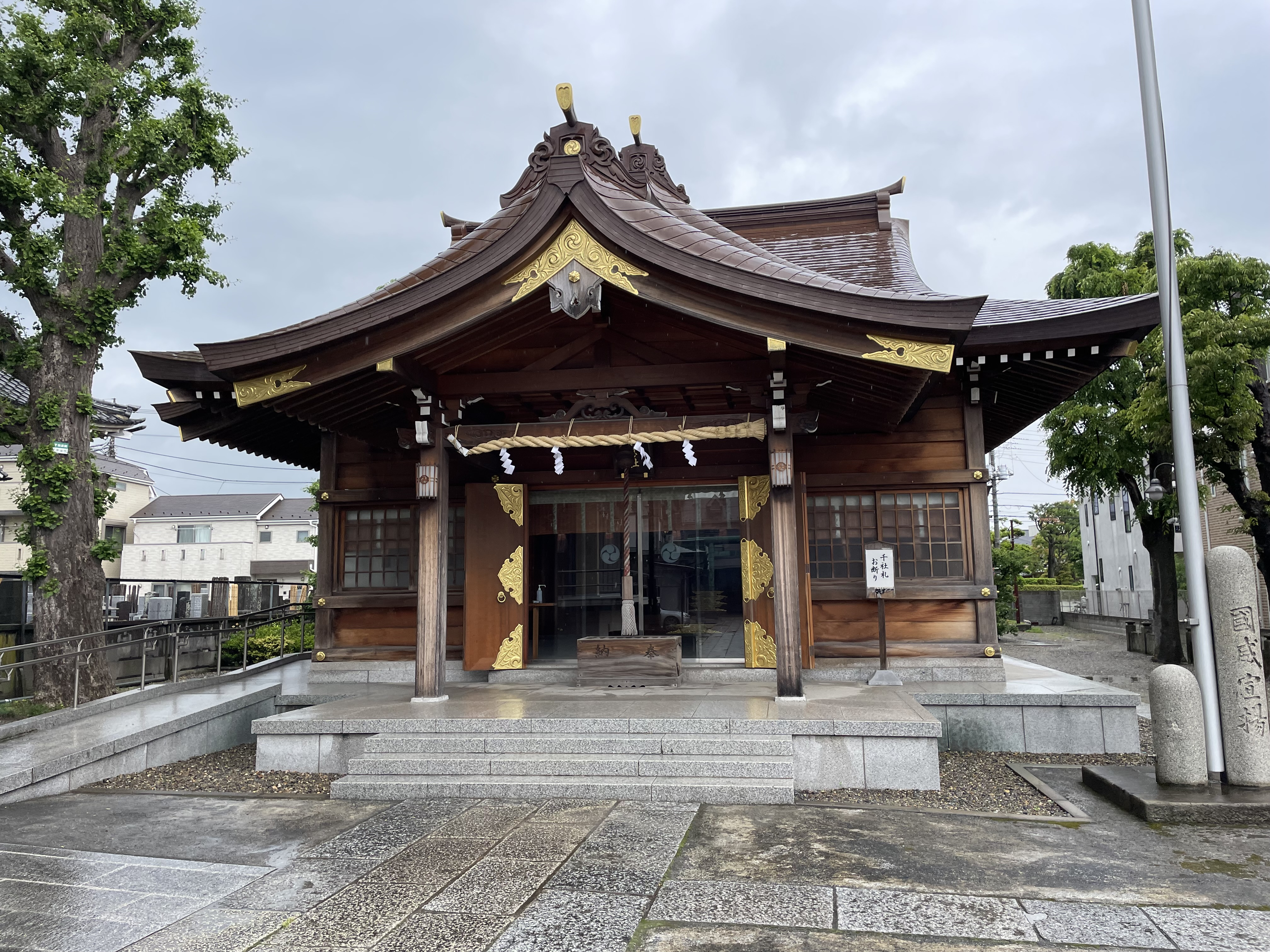
拝殿
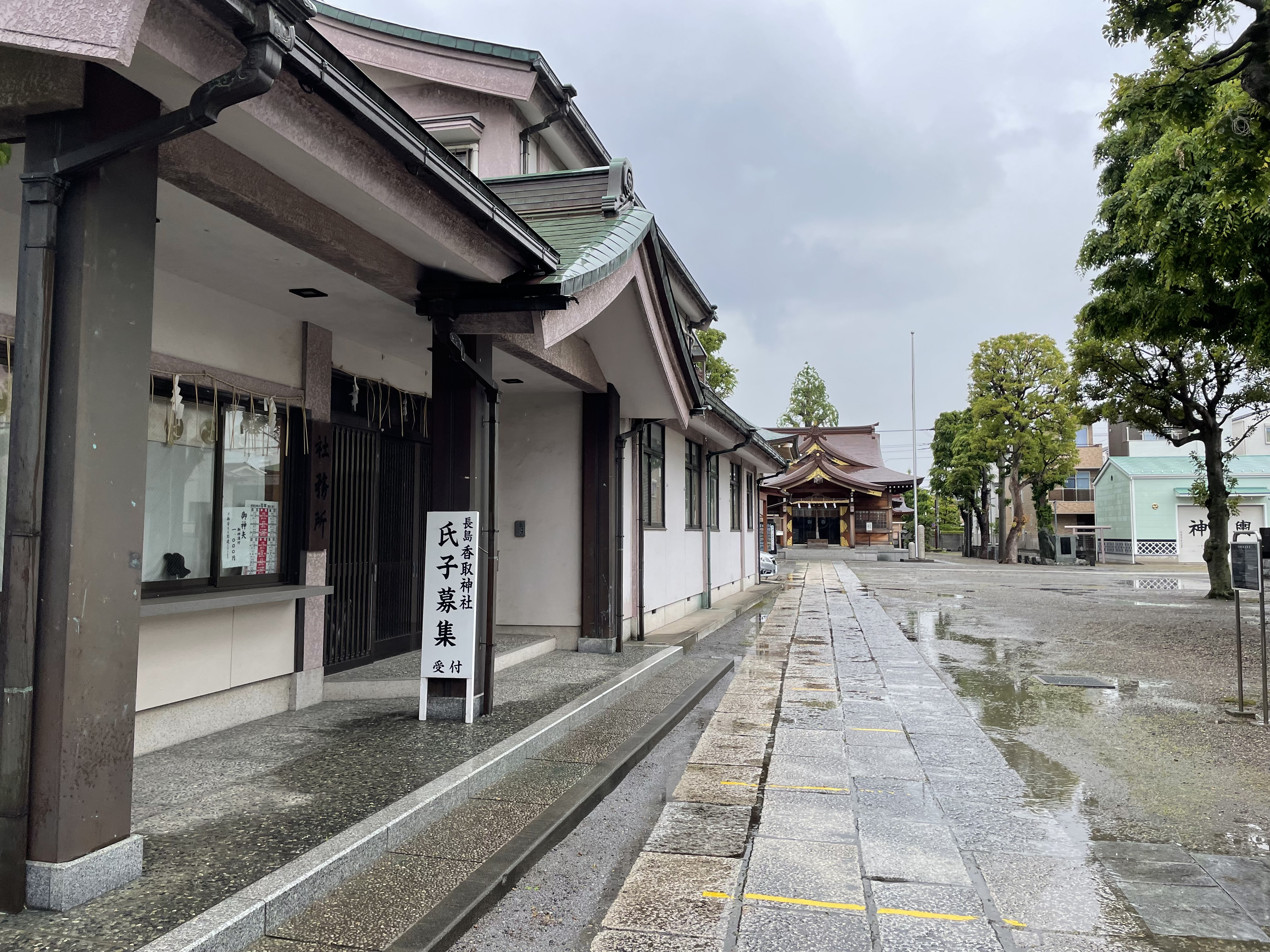
社務所
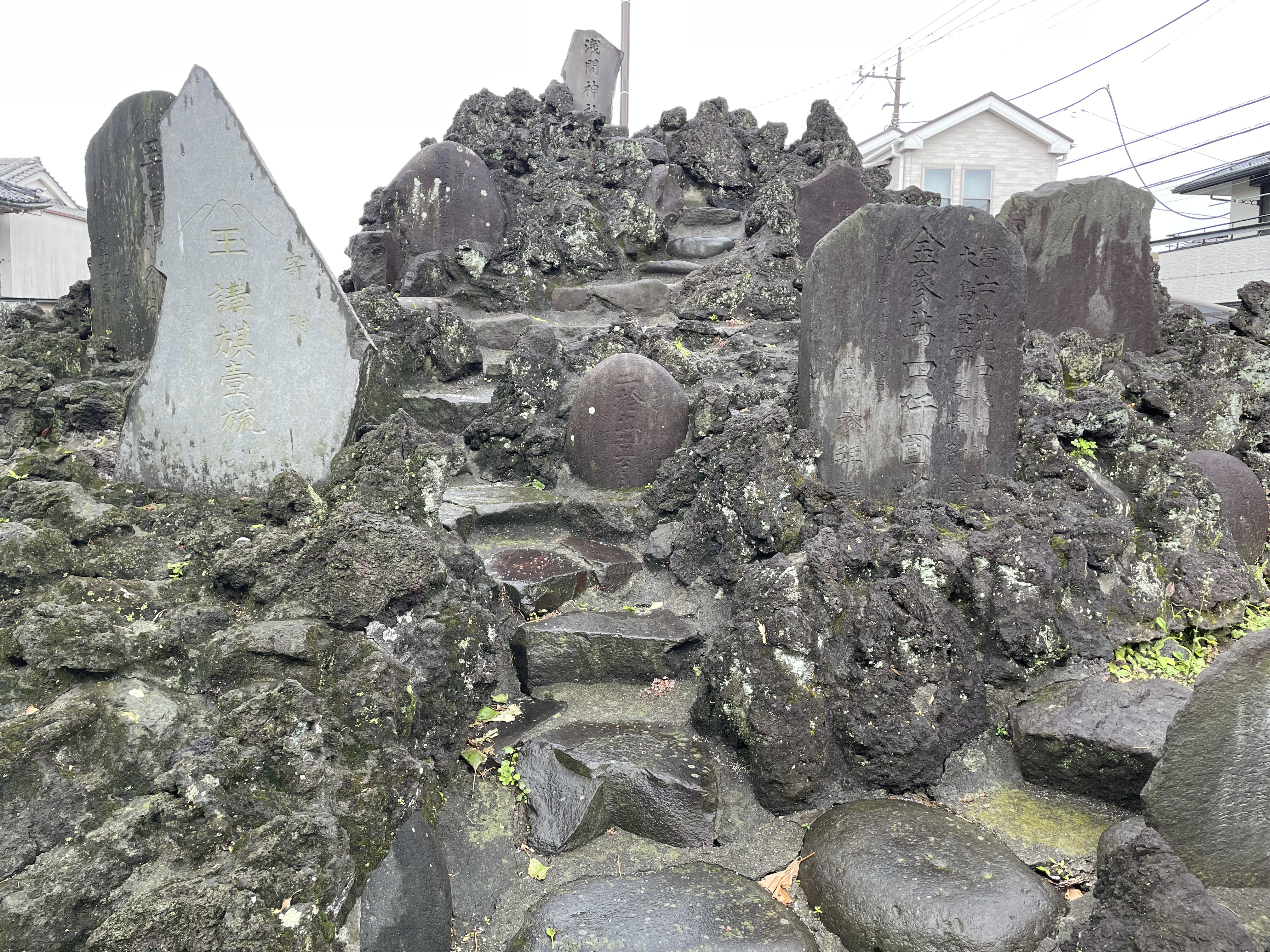
富士塚
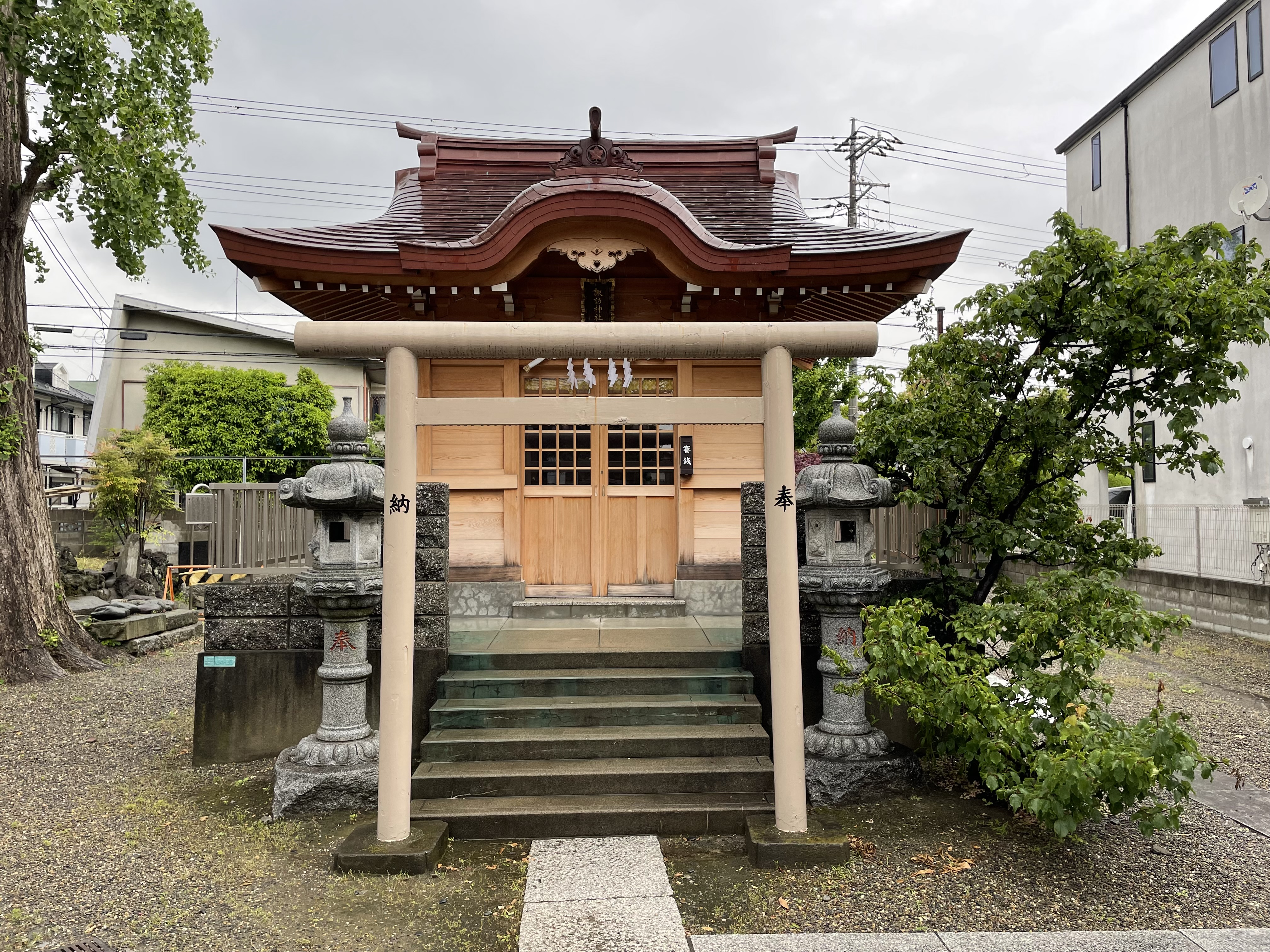
諏訪神社
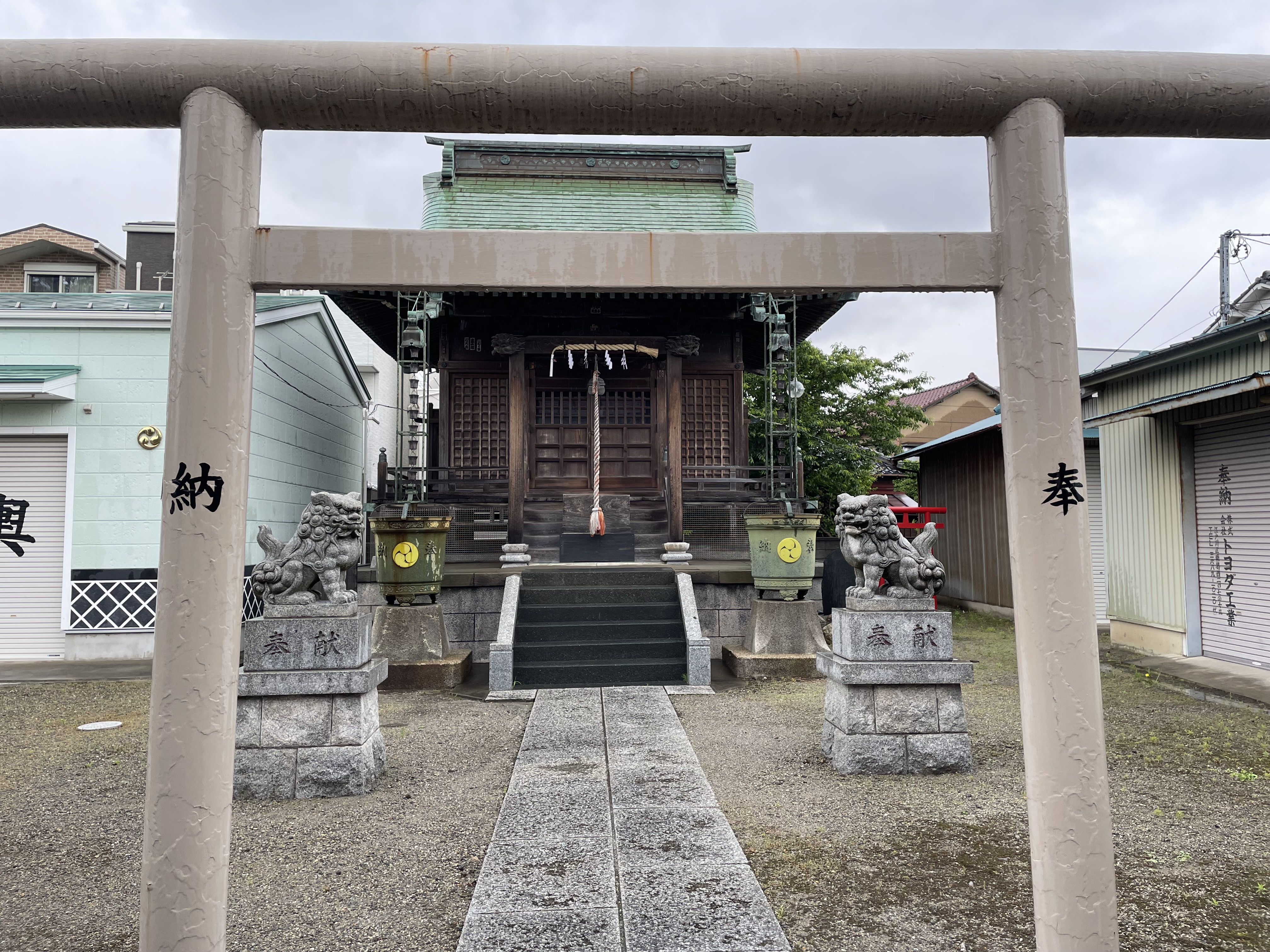
八雲神社

## 交通アクセス
- 東京メトロ東西線葛西駅より北東に徒歩15分。